# Joachim Godske Wedell-Wedellsborg
Joachim Godske baron Wedell-Wedellsborg (19. september 1860 i Flensborg – 17. januar 1937 på Bispebjerg Hospital) var en dansk embedsmand, der blandt andet var amtmand i Svendborg Amt.

## Ungdom og uddannelse
Han blev født i Flensborg, hvor hans far Vilhelm Ferdinand baron Wedell-Wedellsborg var amtmand for Flensborg Amt. Hans mor var Louise Marie Sophie komtesse Schulin, datter af lensgreve Sigismund Ludvig Schulin, der var amtmand over Frederiksborg Amt.
Joachim Wedell-Wedellsborg blev student fra Frederiksborg lærde Skole i 1878 og dimitterede som cand. jur. fra Københavns Universitet i 1884.

## Karriere
Herefter var han fuldmægtig ved Københavns Amts Nordre Birk og blev efterfølgende ansat i Indenrigsministeriet, hvor han var fra 1888 til 1898. Samme år blev han 3. august udnævnt til amtmand for Hjørring Amt med tiltrædelse 1. september. Her var han, indtil han 6. marts 1905, med tiltrædelse 1. april, blev flyttet til Svendborg Amt. Herfra fik han afsked 13. oktober 1930 med virkning fra 31. oktober.
20. januar 1900 blev Wedell-Wedellsborg Ridder af Dannebrog, 22. december 1906 Dannebrogsmand, 13. september 1911 kammerherre, 11. marts 1917 Kommandør af 2. grad af Dannebrog og slutteligt 9. juli 1924 Kommandør af 1. grad.

## Tillidshverv
Fra 1898 var han fast formand for landvæsenskommissionerne i Hjørring Amtsrådskreds; 1902 formand for Kommissionen til overvejelse af spørgsmålet om en revision af den gældende lovgivning om saltvandsfiskeriet; fra 1905 fast formand for landvæsenskommissionerne i Svendborg Amtsrådskreds; 1907-31 formand for Svendborg Banks repræsentantskab; fra 1922 formand for Nødhjælpsarbejdsudvalget for Svendborg Amt samt medlem af bestyrelsen for Forsikringsselskabet »Danmark«.

## Privatliv
Han ægtede 30. april 1896 i Borup Kirke Sophie Christiane Bruun de Neergaard (19. februar 1876 på Svenstrup – 16. juni 1938 i København), datter af godsejer og kammerherre Vilhelm Peter Christian Bruun de Neergaard.